# Macure
Macure su jedno od starih ratobornih plemena s područja Crne Gore, blizu rijeke Morače, koji po predanjima predstavljaju ostatke prastanovnika Španja. Macure su kasnije dijelom potisnuti ili dijelom asimilirani od Vasojevića, koji ih zajedno s Lužanima, Bukumirima, i Latinima prozvaše imenom Srbljaci. Čini se da su neki članovi ovog plemena otišli u Dalmaciju, a njihovo plemensko ime očuvalo se i danas u prezimenu Macura, te u imenu sela u Šibensko-kninskoj županiji.

## Vanjske poveznice
- Portal  Arhivirana inačica izvorne stranice od 14. srpnja 2014. (Wayback Machine)